# ノーススレーブ地域
ノーススレーブ地域（英語：North Slave Region）は、ノースウエスト準州の地方行政区の1つ。ノースウエスト準州の東部にあり、8つのコミュニティーから成る。行政区役所はベーチョコ及びイエローナイフにおかれている。イエローナイフを除き、ノーススレーブ地域のコミュニティーはファースト・ネーションで占められている。

## コミュニティー
ノーススレーブ地域のコミュニティーは市が1つ、コミュニティー政体（Community Government）が4つ、イエローナイフ・ディネ族ファースト・ネーション自治体が2つ、ディネ部族指定自治体が1つある。
| コミュニティー名 | ローマ字表記 | 先住民呼称と意訳           | 行政形態                                                | 人口 （2021年） | 2016年からの増減率 | 位置                                                                |
| ベーチョコ       | Behchoko     | ベーチョコのところ         | コミュニティー政体 (Tlicho)                             | 1,871人         | -0.2%              | 北緯62度48分09秒 西経116度02分47秒 / 北緯62.80250度 西経116.04639度 |
| デター           | Dettah       | 焦げた地点                 | イエローナイフ・ディネ族ファースト・ネーション (Dettah) | 192人           | -12.3%             | 北緯62度24分41秒 西経114度18分27秒 / 北緯62.41139度 西経114.30750度 |
| ガメティ         | Gamèti       | ウサギ網のところ           | コミュニティー政体 (Tlicho)                             | 252人           | -9.5％             | 北緯64度06分44秒 西経117度21分13秒 / 北緯64.11222度 西経117.35361度 |
| ルットセルク     | Lutselk'e    | ルットセル（小魚）のところ | ディネ部族指定自治体 (Lutsel K'e Dene Band)             | 297人           | -2.0%              | 北緯62度24分19秒 西経110度44分22秒 / 北緯62.40528度 西経110.73944度 |
| エンディロ       | N'Dilo       |                            | イエローナイフ・ディネ族ファースト・ネーション (N'dilo) |                 |                    | 北緯62度28分40秒 西経114度20分03秒 / 北緯62.47778度 西経114.33417度 |
| ウェクウェティ   | Wekweeti     | 岩の湖                     | コミュニティー政体 (Tlicho)                             | 109人           | -15.5%             | 北緯64度11分25秒 西経114度10分58秒 / 北緯64.19028度 西経114.18278度 |
| ワティ           | Whatì        | テンの湖                   | コミュニティー政体 (Tlicho)                             | 543人           | 15.5%              | 北緯63度08分40秒 西経117度16分22秒 / 北緯63.14444度 西経117.27278度 |
| イエローナイフ   | Yellowknife  | Sömbak'è; お金のところ     | 市                                                      | 20,673人        | 5.6%               | 北緯62度26分32秒 西経114度23分51秒 / 北緯62.44222度 西経114.39750度 |